# Alderina flaventa
Alderina flaventa är en mossdjursart som beskrevs av Dick, Tilbrook och Shunsuke F. Mawatari 2006. Alderina flaventa ingår i släktet Alderina och familjen Calloporidae. Inga underarter finns listade i Catalogue of Life.